# Arekaravalli, Belur
Arekaravalli là một làng thuộc tehsil Belur, huyện Hassan, bang Karnataka, Ấn Độ.